# Мухаммадиев, Рахмон Омонович
Рахмон Омонович Мухаммадиев (узб. Rahmon Omonovich Muhammadiev; род. 14 мая 1946 года, Дновский район, Псковская область) — главный врач Сурхандарьинской областной офтальмологической больницы, в 2001 году был удостоен звания Герой Узбекистана.

## Биография
Родился в 14 мая 1946 году в Дновском районе. Кандидат медицинских наук в 1974 году. Окончил СамТИ в 1969 году, был интерном офтальмологической клиники того же института с 1969—1971 годы, аспирантом Института нейрохирургии имени Бурденко с 1971—1974 годы. Позже в Самарканде он занимал различные должности в Сурхандарьинской областной офтальмологической клинике с 1974 по 1981. Служил в Афганистане с 1981 по 1983 годы. С 1984 по 1985 годы являлся главным врачом Денауской районной больницы, а с 1986 года занимал должность главного врача Сурхандарьинской областной офтальмологической больницы. Его исследовательские интересы включают глазную хирургию.
Являлся депутатом 2 созыва Олий Мажлиса.

## Награды
В 2001 году был удостоен звания «Герой Узбекистана»